# カーマイン (音楽ユニット)
カーマイン（Carmine）は、日本の音楽ユニット。

## メンバー
- 築地原崇史（1972年6月7日[2] - 1997年8月22日） - ボーカル

福岡県出身。
作詞・作曲も自ら行なっていた。
- 町田隆之（1965年9月12日[4] - ） - ベース

THE BIG BAND!!のメンバーとしても活動。

## 概要・来歴
前身バンドカーマインディジーで活動後、カーマインに改名。
1997年にはメジャーデビューが決まり、デビュー曲「終わりなき世界」のプロモーションビデオも完成。CDショップに置く広告用のカードの準備も終わった矢先の同年8月22日、築地原が25歳の若さで急逝。デビューシングル「終わりなき世界」は遺族の意思により同年9月26日にフォーライフ・レコードからリリースされた。
1998年4月、1000枚限定でカーマインディジー時代の楽曲も収録されたアルバム「カーマイン」を発売。
現在、築地原とかつて一緒にバンドを組んで上京しメジャーデビューを目指した親友が、彼の生きた痕跡を残すため、ユニット名を店名に入れた"Bar Carmine"を営んでいる。

## ヘヴィー・ローテーション/パワープレイ

### テレビ
| 放送年 | 曲名           | ヘヴィー・ローテーション/パワープレイ      |
| ------ | -------------- | ------------------------------------------ |
| 1997年 | 終わりなき世界 | スペースシャワーTV 1997年10月度POWER PUSH! |